# Temples megalítics de Malta
Els temples megalítics de Malta constitueixen la manifestació d'una cultura megalítica singular que es va desenvolupar a les illes de Malta i Gozo entre els anys 5000 aC i 2500 aC i que s'ha vingut a anomenar l'edat dels temples. Són més antigues que les piràmides egípcies i constitueixen les construccions més antigues que es coneixen d'aquestes característiques al món.
L'ús que li van donar els pobladors als temples és encara desconegut. Les pràctiques religioses que consten de l'època són l'adoració a un tipus de dees molt comunes a tota la Mediterrània, com eren les de la fertilitat, i s'han trobat proves que es realitzaven en el seu interior alguns sacrificis rituals amb animals, així com s'han trobat figuretes de fang cuit amb figures que representen tant l'home com la dona.
La tècnica arquitectònica de l'època segueix resultant sorprenent per la seva grandària. Es construïen íntegrament en pedra, sobre una base en forma de trèvol i, quan n'hi havia diversos junts, es formava un mur comú per a tots.
Els més importants temples són:
- Ggantija
- Hagar Qim
- Mnajdra
- Tarxien

Les raons per a tal desenvolupament es troben en el voluntari allunyament dels pobladors de l'època de la cultura del coure que es desenvolupava a la veïna Sicília i que els va permetre desenvolupar en la seva plenitud el treball amb la pedra. En general, els diferents temples es van conservar bé.

## Patrimoni de la Humanitat
En 1980, els temples de Ggantija, a Xaghra (Gozo), van ser declarats Patrimoni de la Humanitat per la UNESCO. La declaració es va estendre el 1992 a altres temples a l'illa de Malta:
- Hagar Qim, a Qrendi
- Mnajdra, a Qrendi
- Ta' Ħaġrat, a Mgarr
- Skorba, a Zebbiegh
- Temples de Tarxien